# 白袍下的高跟鞋
《白袍下的高跟鞋》（High Heels And A Scalpel），2014年公共電視文化事業基金會偶像劇，賴雅妍、黃騰浩、路斯明主演，沈時華製作，漢承泰投資。2014年1月開拍，公視HD台於2014年3月19日播出，公視主頻則在2014年4月19日上檔。

## 播出時間

### 首播
| 頻道     | 所在地 | 播映日期      | 播出時間        |
| -------- | ------ | ------------- | --------------- |
| 公視HD台 | 台灣   | 2014年3月19日 | 周一至周四21:00 |
| 公視主頻 | 台灣   | 2014年4月19日 | 每周六21:00     |

### 重播
| 頻道 | 所在地 | 播映日期 | 播出時間 |
| ---- | ------ | -------- | -------- |

## 演員列表

### 主要演員
| 演員   | 角色   | 人物介紹 | 登場集數 |
| 賴雅妍 | 吳亞凡 | 中國醫藥大學附設醫院外科醫生，帕金森氏症患者，吳中磊之孫女，暖溪村診所之接班人，外號「小白兔」 從小成績優異且是運動健將，喜歡跑步。因奶奶的患病史而一直對愛情感到抗拒，小學畢業後離開暖溪村北上生活。生活在五光十色的台北，她是一位精明幹鍊、魄力不輸男人的神經外科女醫師，外型亮麗、時髦前衛的高跟鞋女孩，一雙修長的美腿與一身的驕傲，讓她面對任何挑戰從不低頭，但她千千萬萬沒有想到，一向不認輸的亞凡，將面臨她無法掌控的命運！在離開五光十色的台北，返鄉回到已逝爺爺的診所開業，從格格不入到漸漸融入人情味十足的家鄉，吳亞凡還得面對身體一天天變化的無可預知……帶著不願意被她自己記起的疾病，她選擇暫時性逃避，並用冷傲武裝完美的自己。最終因為憶起童年時，同患帕金森氏症的奶奶晚年時，曾表示如果可以重來，她希望沒有遇見亞凡的爺爺，就不會拖累他多年來跟自己傷心受苦，讓她最終放棄跟以誠在一起，並隨紹洋到美國加入其研究帕金森氏症治療方法的計劃，勇敢面對自己的病。 | 全劇     |
| 黃騰浩 | 柯以誠 | 農夫，暖溪村村民，柯宇浩之叔叔，李芳瑜之補習老師，想想的乾爸，暗戀吳亞凡 和吳亞凡一起在暖溪村裡長大的柯以誠，雖然長像憂鬱俊俏，但灑脫性格與幽默言談，讓他成為村裡人人皆知的一號人物，大家都笑稱他的外號叫：『阿猴』（台語）。他和亞凡間的感情，從小到大一直發酵卻沒有顯露出來。曾於台北某食品公司工作，但因不適應台北的生活步調，決定回鄉種田，研究自然農法和有機種植。在亞凡回鄉生活後，雖然兩人常常毒舌相對，但以誠一直默默在她身旁守護關心著，總是在亞凡脆弱的時侯給予她信心。在被亞凡撞至脾臟破裂大量出血而差點休克後，以誠的脾氣終於被其收服，亞凡亦對其之粗心大意和誤診而感到歉疚，兩人關係終於破冰。得知亞凡罹患帕金森氏症後，對其幼稚的發言感到愧疚，並決定與亞凡一起面對。雖亞凡最終為不拖累他而離開暖溪村，但他們不曾忘記彼此一起北上打拼的日子，還有那段該發生……而未有結果的感情，以誠決定留在村裡等亞凡回來。                                               | 全劇     |
| 路斯明 | 秦紹洋 | 中國醫藥大學附設醫院外科醫生，吳亞凡之學長兼唯一好友 高富帥且沉穩體面，是秦紹洋給人的第一印象。身為一個雅痞形象的外科醫師，並主供腦部手術。他的個性更顯冷靜細密，身為亞凡在醫學院的學長，他一路走來都在這個高傲的女孩身旁，吳亞凡在心理與身體的變化，他更是觀察入微。為了讓亞凡面對自己的疾病，紹洋他挺身而出，申請資金於美國組織計劃研究帕金森氏症的治療方法幫助亞凡。 | 全劇     |

### 其他演員
| 演員   | 角色   | 介紹 | 登場集數 |
| 都拉斯 | 李信義 | 暖溪村村長，呂珍花的丈夫，李芳瑜的爸爸，梅庄休閒渡假中心之老闆 個性憨厚搞笑，與老婆花花常一搭一唱，成為村子裡的開心果。常常和花花姐，出現在亞凡的診所裡，一方面幫忙診所的掛號工作，一方面也和花花姐懷念著過世的吳爺爺醫師。 | 2－4，6  |
| 林嘉俐 | 呂珍花 | 暖溪村村長夫人，李芳瑜的媽媽，人稱「花花姐」，梅庄休閒渡假中心之老闆娘 從小看著吳亞凡長大，個性大方熱情，喜歡叫吳亞凡小時候的外號「小白兔」。和暖溪村村長李信義育有一女李芳瑜，但常認為她是「賠錢貨」，即使年紀已經不小，卻一心一意想要再生一個兒子，因而鬧出不少的笑話，最終於李芳瑜難產時後悔了這個想法。 | 1－4，6  |
| 張芯瑜 | 李芳瑜 | 暖溪村村民，高中生，李信義和呂珍花的女兒，柯以誠的補習學生，與柯宇浩育有一子 性格內向陰沉、極度自卑不多言頭、老是低低著的女生。一歲半時因高燒不退而曾接受骨盤手街，及患有先天性二尖瓣狹窄的狹心病，造成其行動之不便。村長李信義和呂珍花的獨生女，十八歲即將準備大學考試的學生，為了準備學業，家裡特別聘請柯以誠去當她的補習老師。從小學時期已暗戀全校最帥的男生柯宇浩，這段藏在芳瑜心中純真的愛情，卻也因為和宇浩之間的擦槍走火，而惹出一段很大的風波：懷上了柯宇浩的孩子，並一直隱瞞身邊的所有人，包括其父母及柯宇浩，直至生產時才揭發事件。 | 2－4，6  |
| 王大陸 | 柯宇浩 | 暖溪村村民，柯以誠的姪子，大學生，與李芳瑜育有一子。 生性活潑大方的宇浩，放假回來就跟叔叔以誠住在一起。於李芳瑜生產時才得知她懷有自己的孩子，讓其非常驚訝及不知所措，壓根沒想到和芳瑜之間會鬧出這麼大的事，而讓他要提早思考未來。因其並不喜歡李芳瑜，經吳亞凡勸說後，決定不與李芳瑜結婚，但會扛起父親的責任。最終喜歡上李芳瑜。 | 2－4，6  |
| 傅麗安 | 陳怡秀 | 暖溪村村民，小名「秀秀」，想想的媽媽，暖溪村診所的護士，暗戀著柯以誠平常常掛著笑臉、嘻嘻哈哈的秀秀，生性有一點脫線可愛，從亞凡爺爺還活著的時候，就在診所裡工作了。喜歡看韓國電視劇，偶像是李敏鎬。一直騙女兒想想其父已上了天堂，事實上其在服刑。 | 2－6     |
| 廖翎貽 | 想想   | 暖溪村村民，王雄和陳怡秀的女兒 非常喜歡柯以誠，甚至稱其為「以誠爸爸」。於第四集確診急性骨髓性白血病，經媽媽和秦紹洋的說服下，得父親捐骨髓保命，卻拒絕接受手術，因怕手術失敗而無法保護媽媽，除非柯以誠與媽媽結婚，成為自己真正的爸爸，但最終被以誠拒絕。最後被吳亞凡勸服。 | 4－6     |
| 鄧志鴻 | 吳中磊 | 吳亞凡的爺爺，秀蘭的丈夫，神經外科醫生，曾擔任世界神經外科學會副會長 為全心照顧罹患帕金森氏症的妻子和研究治療帕金森氏症的方法，離開醫學界回到家鄉暖溪村。暖溪村診所的醫生，於第一集在睡夢中去世。 | 1－4，6  |
| 吳佳珊 | 秀蘭   | 吳亞凡的奶奶，吳中磊的妻子，帕金森氏症患者 因為服用左多巴後噁心反胃及出現幻覺，一直拒絕服用左多巴。最終病情嚴重惡化，導致幻覺更加嚴重和多重器官衰竭。最終在睡夢中去世。 | 2，4，6  |

### 客串演出
| 演員   | 角色             | 介紹 | 登場集數   |
| 王道   |                  | 中國醫藥大學附設醫院的院長 得知吳亞凡左手嚴重顫動的問題後，建議吳亞凡接受檢查。希望吳亞凡接任江主任，擔任外科主任一職。                                                                               | 1，3，5，6 |
| 王道南 | 江主任           | 中國醫藥大學附設醫院的外科主任 發現吳亞凡為病人動外科手術時左手嚴重顫動的問題，與醫院院長討論後，建議吳亞凡接受檢查。將到日本參加學術研討會。                                                         | 1          |
|        | 金銓鑫           | 吳亞凡的小學同學 因名字裡有五個「金」，而得別名「五金行」。於第一集幫吳亞凡處理房屋權狀轉移及遺產繼承文件。                                                                                           | 1          |
|        | 阿秋姨           | 暖溪村雜貨店店主，暖溪村診所的病人 於第二集到暖溪村診所求診，其實是裝病，目的為家中生病的羊取消炎藥。                                                                                                 | 2          |
|        | 順欽伯           | 暖溪村診所的病人 於第二集到暖溪村診所求診，常懷疑自己患有狂犬病。 | 2，4       |
| 高盟傑 | 王雄             | 想想的爸爸 於陳怡秀得知自己懷有其身孕前因為哥哥頂罪而坐牢，正於法務部矯正署臺北看守所服刑。於第四集才得知自己是想想爸爸的身份。最終被秦紹洋說服捐骨髓救患白血病的女兒想想，成為想想的「特別獎」得主。 | 4，5       |
|        | 阿曼達（Amanda） | 中國醫藥大學附設醫院的護士 | 5，6       |
|        | 李奶奶           | 中國醫藥大學附設醫院舉辦的第二十八屆帕金森氏症病友會「金森有約」的參加者 | 6          |
|        | 李爺爺           | 李奶奶的丈夫 陪同李奶奶出席中國醫藥大學附設醫院舉辦的帕金森氏症病友會，多年來照顧患帕金森氏症的李奶奶                                                                                                 | 6          |
|        | 美華姊           | 中國醫藥大學附設醫院舉辦的第二十八屆帕金森氏症病友會「金森有約」的參加者 | 6          |

## 電視劇歌曲
| 曲別   | 歌名     | 演唱者 | 作詞   | 作曲   |
| 片頭曲 | 未完待續 | 賴雅妍 | 賴雅妍 | 翁元佑 |
| 片尾曲 | 無誤     | 解偉苓 | 陳建寧 | 陳建寧 |

## 製作團隊
- 監製：徐秋華
- 督導：蘇義雄、顧蕾蕾
- 製作協調：吳娟寧、田霏
- 製作人：沈時華
- 編劇：李登雅、費工怡
- 導演：葉鴻偉
- 製作公司：台灣時華製作有限公司
- 監製：公共電視文化事業基金會
- 贊助單位：

## 新聞
- 「割開、推開、抱出小孩」賴雅妍披《白袍》不敢剖腹產 （页面存档备份，存于）
- 公視「白袍下的高跟鞋」探班 （页面存档备份，存于）
- 賴雅妍誓拼女醫一姐動刀「割真人」 （页面存档备份，存于）

## 外部連結
- 白袍下的高跟鞋的Facebook專頁
- 官方网站公視

| 臺灣公視HD台 周一至周四21:00                 | 臺灣公視HD台 周一至周四21:00                       | 臺灣公視HD台 周一至周四21:00 |
| -------------------------------------------- | -------------------------------------------------- | ---------------------------- |
|                                              | 白袍下的高跟鞋 （2014年3月19日－2014年3月27日）    |                              |
| 幸福返鄉30+ （2014年3月10日－2014年3月18日） | 霹靂驚鴻之刀劍春秋 （2014年3月31日－2014年5月1日） |                              |

| 臺灣公視主頻 每周六21:00                     | 臺灣公視主頻 每周六21:00                       | 臺灣公視主頻 每周六21:00 |
| -------------------------------------------- | ---------------------------------------------- | ------------------------ |
|                                              | 白袍下的高跟鞋 （2014年4月19日－2014年5月3日） |                          |
| 幸福返鄉30+ （2014年3月29日－2014年4月12日） | 週末電影院 加油！男孩 （2014年5月10日）        |                          |

| 臺灣公視主頻 每週一至週五 23:00 - 24:13             | 臺灣公視主頻 每週一至週五 23:00 - 24:13           | 臺灣公視主頻 每週一至週五 23:00 - 24:13 |
| --------------------------------------------------- | ------------------------------------------------- | --------------------------------------- |
|                                                     | 白袍下的高跟鞋 （2014年11月5日 - 2014年11月12日） |                                         |
| 16個夏天 （重播） （2014年10月8日 - 2014年11月4日） | -                                                 |                                         |

| 臺灣TVBS歡樂台 每週一至週四 20:00 - 21:00 | 臺灣TVBS歡樂台 每週一至週四 20:00 - 21:00       | 臺灣TVBS歡樂台 每週一至週四 20:00 - 21:00 |
| ----------------------------------------- | ----------------------------------------------- | ----------------------------------------- |
|                                           | 白袍下的高跟鞋 （2015年7月8日 - 2015年7月16日） |                                           |
| 小孩大人 （2015年6月24日 - 2015年7月7日） | 媽，親一下！ （2015年7月20日 - 2015年8月27日）  |                                           |